# قلعه توتوری
قلعه توتوری (انگلیسی: Tottori Castle) یک قلعه ژاپنی است که در  توتوری در ژاپن واقع شده‌است.